# Manuel Mendes de Barbuda e Vasconcelos
Manuel Mendes de Barbuda e Vasconcelos (ur. 15 sierpnia 1607, zm. 30 marca 1670) – portugalski poeta. Był jednym z najważniejszych poetów portugalskich wieku siedemnastego. Jest znany jako autor obszernego eposu religijnego poświęconego życiu Maryi, zatytułowanego Virginidos ou a vida da Virgem, który został wydany w 1667.